# الإساءة السياسية للطب النفسي في الاتحاد السوفيتي
الإساءة السياسية للطب النفسي في الاتحاد السوفيتي هي كل الاعتداءات السياسية الممنهجة التي تمت باستعمال الطب النفسي خلال حقبة الاتحاد السوفيتي، والتي تأسست ضد المعارضة السياسية بتفسيرها أن المعارضة مشكلة نفسية. حيث كان يطلق عليه «آليات النفسية المرضية» للمعارضة.
خلال قيادة السكرتير العام للحزب الشيوعي السوفيتي ليونيد بريجنيف، تم استخدام الطب النفسي لإضعاف وإبعاد المعارضين السياسيين من المجتمع («المنشقين») الذين أعربوا صراحة عن معتقدات تتناقض مع العقيدة الرسمية للدولة. فعلى سبيل المثال، تم تطبيق مصطلح «التسمم الفلسفي» على نطاق واسع على الاضطرابات العقلية المشخصة لدى الأشخاص الذين يختلفون مع القادة الشيوعيين في البلاد، أو ينتقدون كتابات الآباء المؤسسين للماركسية اللينينية مثل كارل ماركس، فريدريك إنجلز وفلاديمير لينين.
في القانون الجنائي الجديد لروسيا الاتحادية لعام 1958 تم الاحتفاظ إلى حد كبير بالمادة 58-10 من القانون الجنائي «التحريض ضد السوفيتية» التي شرعت في عهد ستالين، بادراجها في المادة 70 منه تحت بند «التحريض والدعاية المناهضة للسوفيات». وفي عام 1967، تم إضافة قانون للقانون الجنائي الروسي تحت بند المادة 190-1 «نشر الأخبار والتلفيقات الخاطئة، والتي تشوه النظام السياسي والاجتماعي السوفياتي»، وقد تم تطبيق هذه القوانين بشكل متكرر مع نظام تشخيص المرض العقلي الذي وضعه الأكاديمي أندريه سنيزنفسكي.

## تطبيق التشخيص
إن السلوك السياسي «المعادي للسوفييت» من جانب بعض الأفراد - سواء أكان صريحًا في معارضتهم للسلطات أو التظاهر من أجل الإصلاح أو تأليف الكتب النقدية - كان يُصنف في آن واحد على أنه فعل إجرامي (مثل انتهاك المواد 70 أو 190-1) أو أعراض المرض العقلي (مثل «وهم الإصلاحية») والتشخيص الجاهز (مثل «الفصام البطيء»). داخل حدود فئة التشخيص، كانت أعراض التشاؤم وسوء التكيف الاجتماعي والصراع مع السلطات كافية في حد ذاتها للتشخيص الرسمي بمرض «الفصام البطيء».
كان السبب في سجن بعض الأفراد نفسيًا هو محاولاتهم الهجرة أو توزيع أو امتلاك وثائق أو كتب محظورة والمشاركة في الاحتجاجات والمظاهرات المتعلقة بالحقوق المدنية؛ وفقًا لمبدأ إلحاد الدولة والمعتقدات الدينية للسجناء، بما في ذلك معتقدات الملحدين السابقين ذوي التعليم الجيد الذين أصبحوا معتنقين لعقيدة دينية، كان يُعتبر شكلًا من أشكال المرض العقلي الذي يتطلب العلاج. أرسلت لجنة أمن الدولة بشكل روتيني منشقين إلى الأطباء النفسيين لتشخيصهم بغرض تجنب إجراء محاكمات علنية محرجة وتشويه سمعة المنشقين على أنهم نتاج عقول مريضة. تؤكد الوثائق الحكومية شديدة السرية التي أصبحت متاحة بعد تفكك الاتحاد السوفييتي أن السلطات استخدمت الطب النفسي كأداة لقمع معارضيها.
وفقًا لصحيفتي «كومينتاري» و راشن فيديريشن لو أون سايكاتريك كير  في مرحلة ما بعد الاتحاد السوفييتي، يحق للأفراد الذين يجبرون على الخضوع للعلاج في المؤسسات الطبية النفسية السوفييتية الحصول على إعادة التأهيل وفقًا للإجراءات المعمول بها ويمكن أن يطالبوا بالتعويض. اعترف الاتحاد الروسي بأن الطب النفسي كان يُستخدم قبل عام 1991 لأغراض سياسية ويتولى مسؤولية ضحايا «الطب النفسي السياسي».
ومع ذلك، استمرت إساءة استخدام الطب النفسي لأغراض سياسية في روسيا منذ تفكك الاتحاد السوفييتي، وما يزال الناشطون في مجال حقوق الإنسان يواجهون خطر التشخيص النفسي لأنشطتهم المدنية والسياسية المشروعة.

## الخلفية

### تعاريف
تُعد الإساءة السياسية للطب النفسي هي إساءة استخدام التشخيص النفسي والاحتجاز والعلاج لأغراض عرقلة حقوق الإنسان الأساسية لفئات معينة وأفراد معينين في مجتمع ما. يستلزم ذلك تبرئة المواطنين من مرافق الطب النفسي بناءً على معايير سياسية وليس على أساس الصحة العقلية. يستخدم العديد من المؤلفين، بمن فيهم الأطباء النفسيون، مصطلح «الطب النفسي السياسي السوفييتي» أو «الطب النفسي العقابي» للإشارة إلى هذه الظاهرة.
في كتابه الطب العقابي (1979)، وضع ألكساندر بودرابينيك مصطلح «الطب العقابي»، الذي يُعرف أيضًا باسم «الطب النفسي العقابي»، باعتباره «أداة في الكفاح ضد المنشقين سياسيًا الذين لا يمكن معاقبتهم بالوسائل القانونية». إن الطب النفسي العقابي ليس موضوعًا منفصلًا ولا تخصصًا نفسيًا، بل هو حالة طارئة نشأت داخل العديد من العلوم التطبيقية في البلدان الشمولية التي قد يشعر فيها أفراد المهنة بأنهم مضطرون إلى خدمة أوامر السلطة. يًعتبر الحبس النفسي للأشخاص السليمين عقليًا شكلًا من أشكال القمع الخبيثة، وكان الطب النفسي العقابي السوفييتي أحد الأسلحة الرئيسية للقمع غير القانوني والقانوني على حد سواء.
كتب فلاديمير بوكوفسكي وسيميون غلوزمان في دليل مشترك بينهما تحت عنوان أ مانوال أون سايكاتري فور ديسينتيرز، «يستند استخدام السوفييت للطب النفسي كوسيلة عقابية على التفسير المتعمد للمعارضين... كمشكلة نفسية».

### قدرة متأصلة على سوء المعاملة
يمكن لتشخيص المرض العقلي أن يمنح الدولة رخصات لاحتجاز الأشخاص بشكل قسري والإصرار على العلاج لمصلحة المحتجز ولمصلحة المجتمع الأوسع نطاقًا على حد سواء. يمكن اعتبار تلقي تشخيص نفسي في حد ذاته أمرًا قمعيًا ويمكن استخدام الطب النفسي لتجاوز الإجراءات القانونية المعتادة لإثبات الإدانة أو البراءة والسماح بالحبس السياسي دون الاحتجاج الطبيعي بمثل هذه المحاكمات السياسية.
في الفترة من الستينات إلى عام 1986، أفيد بأن إساءة استخدام الطب النفسي لأغراض سياسية كانت منهجية في الاتحاد السوفييتي وفي بلدان أوروبا الشرقية الأخرى مثل رومانيا والمجر وتشيكوسلوفاكيا ويوغوسلافيا. إن ممارسة سجن المنشقين السياسيين في مستشفيات الأمراض العقلية في أوروبا الشرقية واتحاد الجمهوريات الاشتراكية السوفييتية السابق أضرت بمصداقية ممارسة الطب النفسي في هذه الولايات واستلزمت إدانة شديدة من المجتمع الدولي. وقد شارك الأطباء النفسيون في انتهاكات حقوق الإنسان في الولايات في جميع أنحاء العالم عندما تم توسيع نطاق تعاريف الأمراض العقلية لتشمل العصيان السياسي. وقد صنفت المؤسسات الحكومية والطبية التهديدات التي تتعرض لها السلطة خلال فترات الاضطراب السياسي وعدم الاستقرار كشكل من أشكال المرض العقلي. ما يزال السجناء السياسيون في بعض الأحيان محبوسين ومعتدى عليهم في المؤسسات الخاصة بالصحة العقلية.
في الاتحاد السوفييتي، تم وضع المنشقون في كثير من الأحيان في أجنحة الطب النفسي التي يطلق عليها اسم بسيخوشكا وهو صفة تصغيرية روسية «لمستشفى الطب النفسي». كان أحد أول هذه المشافي هو سجن الطب النفسي في مدينة قازان. في عام 1939، تم نقله ليخضع تحت سيطرة (إن كيه في دي) المفوضية الشعبية للشؤون الداخلية (الشرطة السرية وسلائف لجنة أمن الدولة) بناءً على أوامر من لافرينتي بيريا، رئيس المفوضية. سجّل النشطاء الحقوقيون في مجال حقوق الإنسان، مثل والتر رايك، منذ زمن الأساليب التي قام بها الأطباء النفسيون في الاتحاد السوفييتي في مستشفيات بسيخوشكا لتشخيص الفصام لدى المعارضين السياسيين.

## النضال ضد الإساءة
في الستينيات، نشأت حركة نشطة احتجاجًا على إساءة استخدام الطب النفسي في الاتحاد السوفييتي. وقد تم التنديد بالإساءة السياسية للطب النفسي من الاتحاد السوفياتي في سياق عدة مؤتمرات للجمعية العالمية للطب النفسي في مكسيكو سيتي (1971) وهاواي (1977) وفيينا (1983) وأثينا (1989). كانت حملة إنهاء الاعتداء السياسي على الطب النفسي في اتحاد الجمهوريات السوفيتية الاشتراكية حلقة رئيسية في الحرب الباردة، ألحقت أضرارًا لا يمكن إصلاحها على مكانة الطب في الاتحاد السوفيتي.

### تصنيف الضحايا
بعد تحليل أكثر من 200 حالة موثقة بشكل جيد تغطي الفترة من 1962 إلى 1976، وضع سيدني بلوخ وبيتر ريداواي تصنيفًا لضحايا الإساءة النفسية السوفيتية. وقد تم تصنيفها على النحو التالي:
- دعاة حقوق الإنسان أو الديمقراطية؛
- القوميين
- المهاجرين المحتملين.
- المؤمنين الدينيين؛
- المواطنين المزعجين للسلطات.

وبحسب بلوخ وريداواي، فإن المدافعين عن حقوق الإنسان والديمقراطية يمثلون حوالي نصف المعارضين الذين تم قمعهم بواسطة الطب النفسي. فيما شكل القوميون حوالي عُشر السكان المنشقين الذين عولجوا بمشاكل نفسية. المهاجرون المحتملون حوالي خمس المنشقين الذين كانوا ضحايا الطب النفسي. المعتقلون فقط لأنشطتهم الدينية مثلوا حوالي ٪15 من المرضى المعارضين. وحوالي ٪5 من المنشقين الذين تعرضوا للإساءة النفسية كانوا من المواطنين الذين أزعجوا السلطات بسبب شكاواهم «العنيدة» عن التجاوزات البيروقراطية وإساءة المعاملة..